# 勒莫梅克斯
勒莫梅克斯（法語：Remomeix，法語發音：[ʁəmɔmɛks]）是法国大东部大区孚日省的一个市镇，位于该省东部，属于孚日圣迪耶区。

## 地理
勒莫梅克斯（48°16'8"N, 7°0'4"E）面积4.73 平方千米，位于法国大東部大區孚日省，该省份为法国东北部内陆省份，北起默兹省和默尔特-摩泽尔省，西接上马恩省，南至上索恩省和贝尔福地区省，东临上莱茵省和下莱茵省。
与勒莫梅克斯接壤的市镇（或旧市镇、城区）包括：宽什、昂特尔德索、派尔和格朗吕、拉沃、圣玛格丽特。
勒莫梅克斯的时区为UTC+01:00、UTC+02:00（夏令时）。

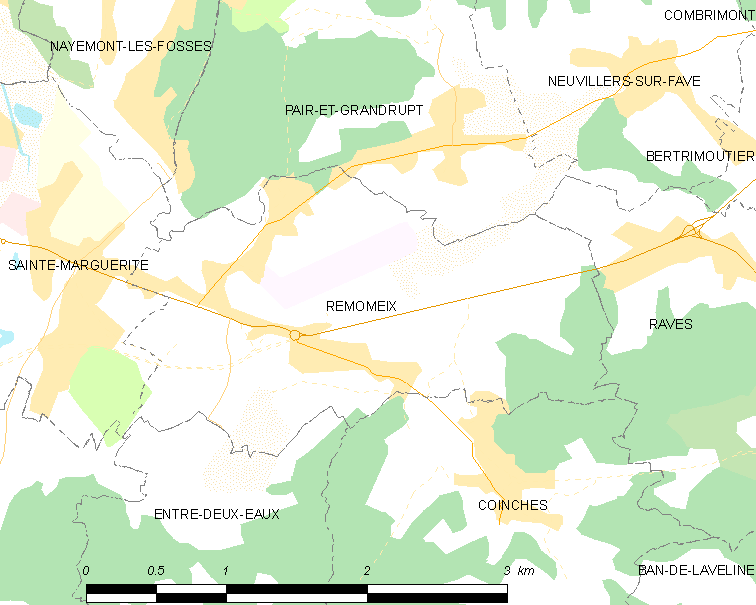
勒莫梅克斯的OSM定位图

## 行政
勒莫梅克斯的邮政编码为88100，INSEE市镇编码为88386。

## 政治
勒莫梅克斯所属的省级选区为孚日圣迪耶第二县。

## 人口

1962-2008年间勒莫梅克斯人口变化图示

勒莫梅克斯于2022年1月1日时的人口数量为435人。